# Mauger le Vavasour
Mauger le Vavasour, también Mauger de Valvasour (c. 1060-1086), fue un noble caballero anglonormando que participó en la conquista de Inglaterra. Su nombre puede tener dos interpretaciones, una como guardián del feudo de su señor (valvasour, un grado menor que los barones) y otra como vasallo de un vasallo (vasvasour), o señor medianero (lo que en Inglaterra se entendía como mesne-lord). Los señores medianeros otorgaban tierras a sus vasallos a cambio de servicio militar y proporcionaba protección a quienes trabajaban en sus tierras. Su padre también se llamaba Mauger le Vavasour (c. 1010-1086). Mauger tomó el nombre de su oficio y era costumbre añadir en estos casos el artículo "le".
Mauger de Vavasour fue fundador, constructor y gran benefactor de la iglesia de York, igual que sus descendientes. Su condición de benefactores de esa iglesia también se evidencia por sus escudos de armas y los retratos de ellos y de la casa de Percy (de quienes eran vasallos) en la puerta, estos últimos con un trozo de madera; y de los Vavassors con una piedra en la mano, que muestra los materiales que cada familia aportó a esa estructura. La familia Vavasour terminó en 1833 cuando una disposición sumamente inusual de la familia Vavasour-Weston, prohibió a los herederos electos tomar ese nombre, declarando que el lugar había estado ocupado por sus antepasados desde la época de Enrique II de Inglaterra, y que en lo sucesivo la heredad sería denominada como de Weston.

## Etimología
El cronista Wace describía el papel de la segunda carga de Guillermo el Conquistador en la batalla de Hastings, y nos dice que fue dirigida por el propio Duque, al frente de «una gran compañía, vasallos de Normandía, que para salvar a su señor habrían interpuesto sus propios cuerpos entre él y las embestidas del enemigo». En el caso de los barones de Vavasour, es más acertado adoptar el significado de guardián, ya que Henry Spelman y otros historiadores afirmaban derivar su nombre de Mauger le Valvasour, guardián de Guillermo el Conquistador. Su nombre no se encuentra en el Libro Domesday, pero su nieto William le Vavasour, testigo de la carta de Matilda de Percy sobre la Abadía de Sawley, aparece en el Liber Niger como un importante terrateniente en Yorkshire, y residía en su feudo de Hazelwood, cerca de Tadcaster, donde residieron todos sus descendientes.

## Herencia
Como pasa con otras familias normandas, es muy difícil distinguir el papel desempeñado entre padres e hijos, pues en cada generación existe un Mauger. Se desconoce el nombre de su esposa, pero las crónicas mencionan a un hijo: Mauger II le Vavasour (c. 1084-1135); padre de Mauger III le Vavasour (c. 1100-1166) y de Robert de Vavasour.
Mauger III de Vavasour sería el padre de William le Vavasour, señor de Hazelwood y justiciar de Inglaterra (c. 1131-1191).